# 纳维穆姆拜
纳维穆姆拜（Navi Mumbai (Panvel Raigarh)），即新孟买，是印度马哈拉施特拉邦赖加德县的一个城镇。总人口81886（2001年）。

## 人口
该地2001年总人口81886人，其中男性46239人，女性35647人；0—6岁人口12229人，其中男6356人，女5873人；识字率70.63%，其中男性为77.34%，女性为61.93%。